# Thanh Anh
Thanh Anh (tên khai sinh là Bùi Anh Phò), sinh năm 1934 tại Bình Định, là nhạc sĩ Việt Nam, được phong tặng Nghệ sĩ ưu tú năm 1997 và được tặng Giải thưởng Nhà nước về Văn học Nghệ thuật năm 2012.

## Tiểu sử
Thanh Anh, tên khai sinh là Bùi Anh Phò, sinh ngày 1 tháng 9 năm 1934 tại Phù Cát, Bình Định.
Thanh Anh tham gia cách mạng từ năm 1947 lúc 13 tuổi. Năm 1950, ông nhập ngũ, tập kết ra miền Bắc năm 1954. Tốt nghiệp Đại học Sáng tác tại Nhạc viện Hà Nội nhưng khởi đầu con đường nghệ thuật, ông là một diễn viên múa. Năm 1961, ông vào chiến trường Trung Trung bộ, làm Trưởng đoàn Văn công Quân khu 5 và giữ cương vị này trong 28 năm.
Khi về nghỉ hưu, ông sống tại thành phố Đà Nẵng.

## Sự nghiệp
Giai đoạn trở về công tác tại chiến trường gian khổ ác liệt Quân khu 5, ca khúc đầu tay Vui chiến công đầu đã ra đời, đã được anh em bộ đội hát với nhau tại chiến trường. Từ năm 1962, nhiều tác phẩm của Thanh Anh phổ biến rộng rãi khắp miền Nam: Tiếng hát ban mai, Anh đi hơn con chim bay, Du kích nhân dân, Tải đạn ra chiến trường, Anh là chim đầu đàn, Cô du kích Đà Nẵng... Trong đó bài Tải đạn ra chiến trường được Đại sứ quán Trung Quốc dịch lời, phổ biến thịnh hành trên các đài Giải phóng, Đài Tiếng nói Việt Nam, Đài phát thanh Bắc Kinh phát tiếng Việt... Ngoài ca khúc, ông còn viết một số tác phẩm nhạc không lời: Dưới mái nhà rông (độc tấu violon), Bài thơ Đất Mẹ (Suite Rondo).
Ông đã viết khoảng 250 tác phẩm (kể cả ca khúc và nhạc khí), trong đó, có trên 200 tác phẩm được phổ biến khá rộng rãi trên các phương tiện thông tin đại chúng.
Những năm gần đây, Thanh Anh vẫn tiếp tục sáng tác: liên khúc Theo gương sáng anh hùng Ngô Mây, Nỗi nhớ, Về thành phố biển Nha Trang...
Năm 2007, Nhà Xuất bản Âm nhạc đã ấn hành Tuyển tập ca khúc Thanh Anh gồm 100 ca khúc chọn lọc được ông sáng tác từ năm 1962-2007.
Năm 1997, ông được Nhà nước phong tặng Nghệ sĩ ưu tú.
Năm 2012, ông được tặng Giải thưởng Nhà nước về Văn học Nghệ thuật với các ca khúc: Cô Du kích Đà Nẵng, Tải đạn ra chiến trường, Biển khơi lưới vây, Bài ca dâng Đảng, Ký ức đồng đội.

## Tác phẩm chính

### Ca khúc
- Vui chiến công đầu
- Tải đạn ra chiến trường
- Cô du kích Đà Nẵng
- Biển khơi lưới vây
- Bài ca dâng Đảng
- Ký ức đồng đội
- Tiếng hát ban mai
- Anh đi hơn con chim bay
- Du kích nhân dân
- Anh là chim đầu đàn
- Theo gương sáng anh hùng Ngô Mây
- Nỗi nhớ
- Về thành phố biển Nha Trang...

### Tuyển tập
- Tuyển tập ca khúc Thanh Anh (Nhà Xuất bản Âm nhạc - 2007)

## Vinh danh
- Nghệ sĩ ưu tú (1997)
- Giải thưởng Nhà nước về Văn học Nghệ thuật (2012)